# Wim Terwingen
Wim Terwingen (Neerharen, 11 april 1942 – Genk, 20 februari 2007) was een Belgisch politicus voor CD&V en burgemeester van Maasmechelen.

## politieke betekenis
Terwingen was in de gemeentepolitiek van Maasmechelen lokaal CVP-voorzitter. Begin 1983 werd hij er gemeenteraadslid. In 1990 werd Terwingen burgemeester van Maasmechelen in een coalitie van CVP en SP. Hij bleef een ambtsperiode burgemeester, tot 1995. In 2000 werd hij voor een tweede maal burgemeester, opnieuw in een CD&V-sp.a-coalitie. Sinds begin 2007 was hij weer gemeenteraadslid.
Daarnaast zetelde hij toen ook in de provincieraad en was hij een tijd kabinetssecretaris van minister Theo Kelchtermans. Zijn politieke loopbaan speelde zich vooral af tijdens de Limburgse mijnsluitingen en daarop volgende KS-schandalen en reconversieperiode.
Wim Terwingen overleed in februari 2007 op 64-jarige leeftijd onverwacht aan een hartkwaal tijdens een ziekenhuisopname. Zoon Raf Terwingen bouwde ook aan een politieke carrière, was federaal volksvertegenwoordiger van 2007 tot 2019, en is sinds 2013 burgemeester van Maasmechelen.